# 紅羽毛湖 (科羅拉多州)
紅羽毛湖（英語：Red Feather Lakes）是位於美國科羅拉多州拉里默爾縣的一個人口普查指定地區。

## 地理
紅羽毛湖的座標為40°48′28″N 105°34′43″W / 40.80778°N 105.57861°W，而該地最高點為海拔高度2405米（即7840英尺）。

## 人口
根據2010年美國人口普查的數據，紅羽毛湖的面積為96.4平方千米，當中陸地面積為95.0平方千米，而水域面積為1.4平方千米。當地共有人口343人，而人口密度為每平方千米3人。